# Ford River Rouge Complex
El Ford River Rouge Complex (comúnmente conocido como Rouge Complex o simplemente The Rouge) es un complejo industrial automotriz de Ford Motor Company ubicado en Dearborn, Míchigan, a lo largo del río Rouge, aguas arriba de su confluencia con el río Detroit en la isla Zug. La construcción comenzó en 1917, y cuando se completó en 1928, era la fábrica integrada más grande del mundo.
Inspiró la fábrica de GAZ construida en la década de 1930 en la Unión Soviética, así como el posterior complejo de la fábrica de Hyundai en Ulsan, Corea del Sur, que se desarrolló a partir de finales de la década de 1960. Diseñado por Albert Kahn, The Rouge fue designado como Hito Histórico Nacional en 1978 por su arquitectura e importancia histórica para la industria y la economía de Estados Unidos.

## Estructura
The Rouge mide 2,4 km de ancho por 1,6 km de largo, incluidos 93 edificios con casi 1,5 km² de superficie de fábrica. Con sus propios muelles en el dragado río Rouge, 160 km de vías férreas interiores, su propia central eléctrica y una acería integrada, es un excelente ejemplo de producción de integración vertical.
Algunos de los edificios fueron diseñados por Albert Kahn. Su planta de vidrio Rouge fue considerada en ese momento como una fábrica ejemplar y humana, con abundante luz natural a través de las ventanas en el techo. Desde finales del siglo XX, varios edificios se han renovado y convertido en estructuras "verdes".
En el verano de 1932, con el apoyo de Edsel Ford, se invitó al artista mexicano Diego Rivera a estudiar las instalaciones del Rouge. Estas visitas informaron sus Murales de la Industria de Detroit (1933), pintados en el Instituto de Artes de Detroit.

## Producción

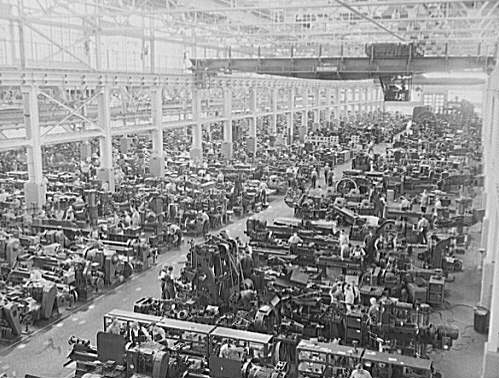
Interior de la fábrica, 1944

Los primeros productos de The Rouge fueron Eagle Boats, barcos de guerra antisubmarina de la Primera Guerra Mundial producidos en el Edificio B. El Edificio B original, una estructura de tres pisos, es parte de la legendaria Planta de Ensamblaje de Dearborn, que comenzó a producir el Modelo A a fines de la década de 1920 y continuó la producción hasta 2004. 
Después de la guerra, la producción se centró en los tractores Fordson. Aunque The Rouge produjo casi todas las partes del Modelo T, el ensamblaje de ese vehículo se mantuvo en Highland Park. No fue hasta 1927 que comenzó la producción de automóviles en The Rouge, con la introducción del Ford Modelo A.
Durante la Segunda Guerra Mundial, el complejo produjo jeeps, motores de aviones, componentes y piezas de aviones, neumáticos y cámaras, placas de blindaje y tractores.
Otros productos incluyeron el Modelo B de 1932, el Mercury original, el Ford Thunderbird, Mercury Capri y cuatro décadas de Ford Mustang. La antigua planta de ensamblaje quedó inactiva con la construcción y el lanzamiento de una nueva instalación de ensamblaje en el lado de Miller Road del complejo, que actualmente produce camionetas pickup Ford F-150.
The Rouge fabricó la mayoría de los componentes de los vehículos Ford, comenzando con el Modelo T. Muchos de los vehículos se compilaron en "kits desmontables" y luego se enviaron por ferrocarril a varios lugares de ensamblaje en Estados Unidos para ensamblarlos localmente utilizando suministros locales según sea necesario. Después de la década de 1960, Ford comenzó a descentralizar la fabricación, construyendo varias fábricas en los principales centros metropolitanos. The Rouge se redujo de tamaño y las unidades (incluidos los famosos hornos y muelles) se vendieron a empresas independientes, muchas de las cuales siguen funcionando de forma independiente.
El 26 de mayo de 1937 un grupo de trabajadores que intentaba organizar un sindicato en The Rouge fueron severamente golpeados, un evento que más tarde se denominó Batalla del paso elevado. El respeto de Peter E. Martin por el trabajo llevó a Walter Reuther, un líder de la UAW, a permitir que Martin fuera el único gerente de Ford en recuperar sus papeles o acceder a la planta.
The Rouge fue uno de los únicos tres lugares donde Ford fabricó el Mustang; los otros sitios fueron Metuchen Assembly y Milpitas Assembly en San José, California.
Para 1987, solo la producción de Mustang permanecía en la Planta de Ensamblaje de Dearborn (DAP). En 1987, Ford planeó reemplazar ese automóvil con el Ford Probe de tracción delantera, pero la protesta pública se convirtió rápidamente en un aumento de las ventas. Con el Mustang de cuarta generación un éxito, The Rouge también se salvó. Ford decidió modernizar sus operaciones. Una explosión de gas el 1 de febrero de 1999 mató a seis empleados e hirió a dos docenas más, lo que provocó la inactividad de la planta de energía. Míchigan Utility CMS Energy construyó una planta de energía de última generación en Miller Road para reemplazar la producción de electricidad y vapor, así como el consumo de gas residual de alto horno de la planta de energía original
Cuando terminó la producción, Dearborn Assembly Plant fue una de las seis plantas dentro del Ford Rouge Center. La planta estuvo abierta desde 1918 hasta el 10 de mayo de 2004, siendo un Ford Mustang GT 2004 convertible rojo el último vehículo construido en el sitio histórico. La demolición de la histórica instalación de DAP se completó en 2008. Todo lo que queda es un estacionamiento de 3000 lugares para albergar la producción de camiones ligeros de la nueva Planta de Camiones de Dearborn.

## Ford Rouge Center

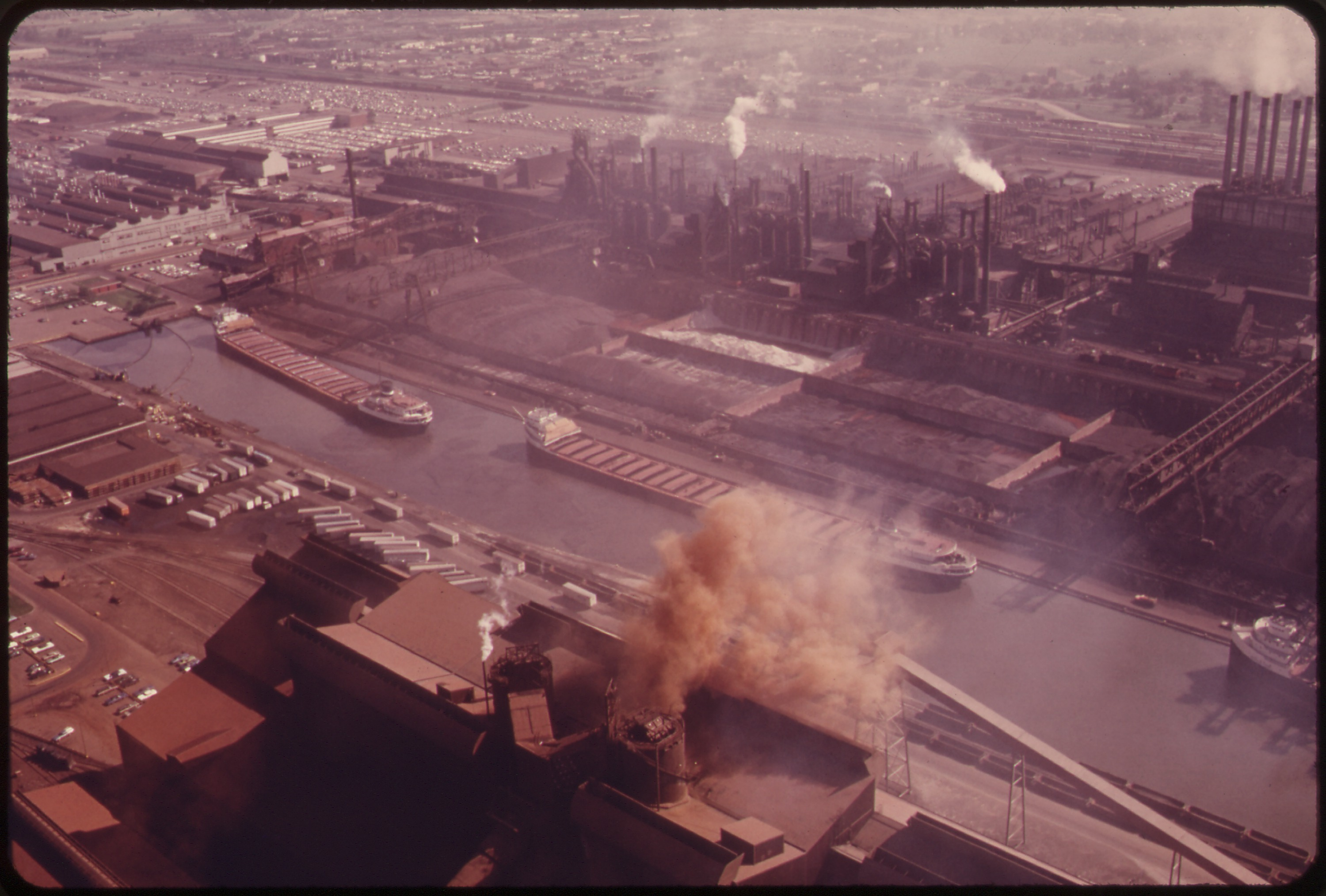
Los cargueros del lago maniobran en el canal para descargar mineral en la planta, 1973

The Rouge alberga el Ford's Rouge Center. Este parque industrial incluye seis fábricas de Ford en 2,4 km² de tierra, así como operaciones de fabricación de acero a cargo de AK Steel, una siderúrgica estadounidense. La nueva fábrica de camiones Dearborn cuenta con un techo cubierto de vegetación y un sistema de captación de agua de lluvias diseñado por el arquitecto de sostenibilidad William McDonough. Esta instalación sigue siendo la fábrica más grande de Ford y emplea a unos 6.000 trabajadores. Sin embargo, la producción de Mustang se ha trasladado a la planta de ensamblaje Flat Rock en Flat Rock, Míchigan.
Los recorridos por el complejo Rouge son una larga tradición. Los recorridos gratuitos en autobús por las instalaciones comenzaron en 1924 y se prolongaron hasta 1980, en su punto máximo recibiendo aproximadamente un millón de visitantes por año. Se reanudaron en 2004 en cooperación con el Museo Henry Ford con presentaciones multimedia, así como visualización del piso de montaje. El Ford Rouge Factory Tour tuvo 148.000 visitantes en 2017.
Una flota de tres cargueros de los Grandes Lagos propiedad de Ford inicialmente nombrados en honor a los nietos de Ford y luego renombrados para los principales ejecutivos de la compañía, tenía su base en la planta de River Rouge. Cuando se retiraron los barcos, uno fue desguazado, pero la caseta de cubierta del SS William Clay Ford [cita requerida] se trasladó a un museo en el parque de la ciudad de Belle Isle Detroit en el río Detroit y la caseta de cubierta del SS Benson Ford fue transportada por barcaza grúa a Put-in-Bay, Ohio y colocada en un acantilado de 18 pies como una casa privada sobre el lago Erie.

## Arquitectura renovada

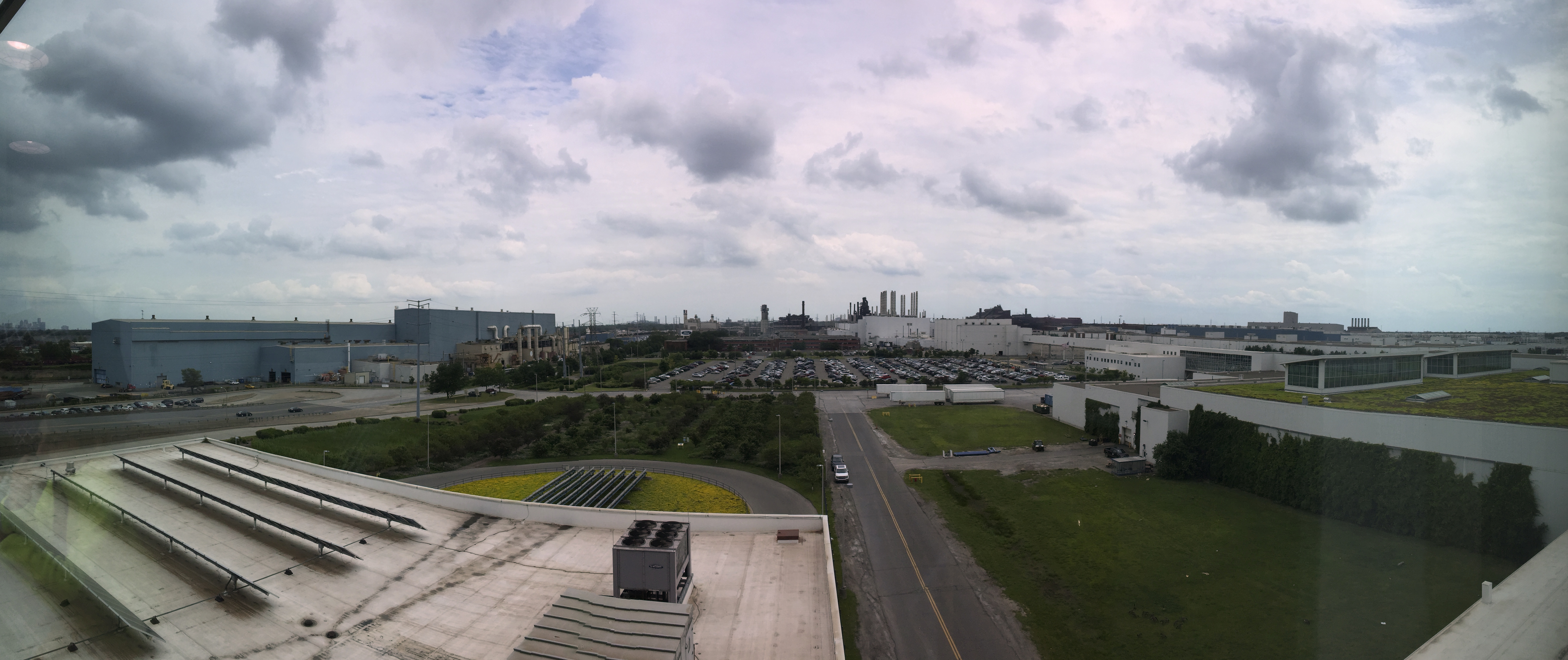
Planta Ford Rouge en 2019

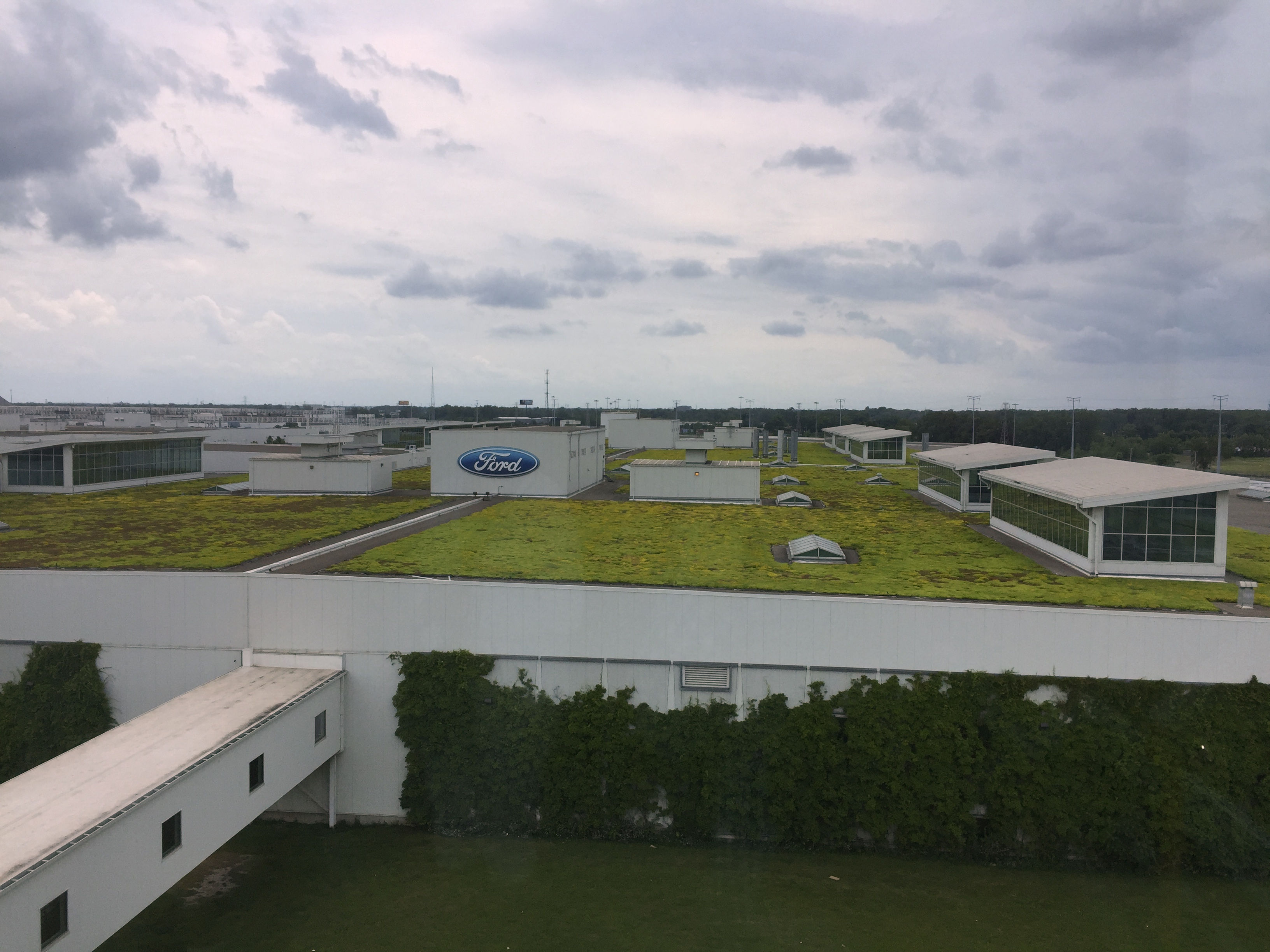
Techo verde en 2019

En 1999, el arquitecto William McDonough celebró un acuerdo con Ford Motor Company para rediseñar su instalación Rouge River, que cumplía 85 años. El techo de la planta de ensamblaje de camiones Dearborn de 100.000 m² estaba cubierto con más de 4 ha de sedum, una cubierta vegetal de bajo crecimiento. Este retiene y limpia el agua de lluvia y modera la temperatura interna, lo que ahorra energía.
El techo es parte de un sistema de tratamiento de agua de lluvia de $ 18 millones diseñado para recolectar y limpiar agua de lluvia anualmente, evitando una instalación de tratamiento mecánico de $ 50 millones.

## Prductos actualmente elaborados
- Ford F-150 (1948–presente)

## Productos elaborados en el pasado
- Ford Mustang (1964–2004)
- Mercury Capri (1979–1986)
- Mercury Cougar (1966–1973)